# Reino de Veale

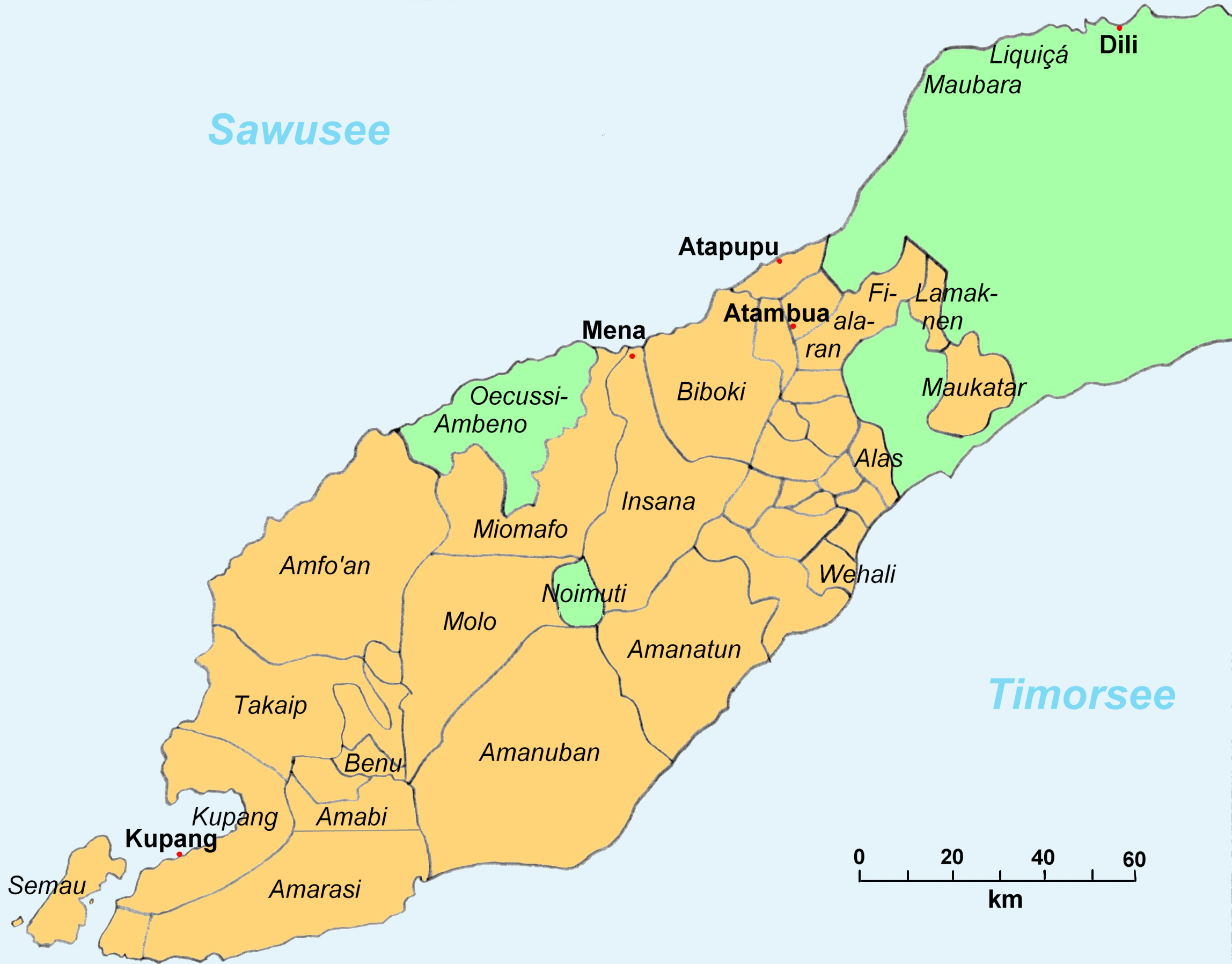
Veale (Wehali) em um mapa mostrando a demarcação holandesa de Timor em 1911

Veale (também Waihale ou Wehali) foi um reino tradicional no centro do Timor que dominou partes dos atuais Timor Ocidental, na Indonésia e o independente Timor-Leste. Os governantes obtinham o título de Liurai. Originalmente, este título era limitado apenas ao governante de Veale. Só mais tarde foi também utilizado para os outros líderes tribais do Timor. O centro estava hoje em Desa Wehali (distrito de Malaka Tengah, província de Malaka).

## Geografia e sociedade
Veale ou Wehali está centrada na aldeia de Laran, situada em uma planície fértil que é adequada para uma agricultura variada. Pertencia à área de língua tetúm do sul, também conhecida como Belu. Os tétuns do sul tinham um sistema matrilinear. No ápice do sistema político estava o "grande senhor" (Nai Bot) que detinha o título de Maromak Oan ("filho de Deus"). Sua tarefa era ritualmente passiva, em um sentido simbólico "feminino". Ainda mantinha um regente ou assistente executivo "masculino" ao seu lado, o Liurai ("ultrapassando a terra").

## História
Segundo a tradição oral, Wehali foi a primeira terra que surgiu das águas que outrora cobriram a terra, o que a tornou o centro ou origem do mundo na tradição religiosa timorense. Outras lendas mencionam uma migração de chineses, brancos e malaios em tempos antigos. O contexto histórico disso não é claro, mas o relato de Antonio Pigafetta da expedição de Fernando Magalhães, que visitou Timor em 1522, confirma a importância do reino Wewiku-Wehali. No século XVII, o governante de Wehali foi descrito como "um imperador, a quem todos os reis da ilha aderem com tributo, como sendo seu soberano". Ele manteve contatos amigáveis com o islâmico Sultanato de Macaçar, mas seu domínio foi interrompido por devastadoras invasões dos portugueses entre 1642 e 1665.
A divisão política da ilha começou com a chegada dos holandeses, por volta de 1640. Em 26 de maio de 1641, o general português Francisco Fernandes derrotou uma força dos liurais de Veale na fronteira de Mena. Os portugueses, sob o comando de Fernandes, iniciaram então uma ação militar em larga escala para estender seu controle do interior da ilha. Esse procedimento foi justificado com a proteção dos governantes cristianizados da região litorânea. A cristianização anterior ajudou os portugueses na sua vitória rápida e brutal, uma vez que o seu domínio sobre os timorenses já tinha enfraquecido perante resistência. Fernandes realizou a campanha com apenas 90 mosqueteiros. No entanto, foi apoiado por numerosos guerreiros timorenses. Fernandes passou primeiro pelo território Sonba'i e em 1642 conquistou o reino de Wehale, que era considerado o centro religioso e político da ilha. Membros da família real de Wehale fugiram para o leste e se casaram com famílias governantes de lá. Muitas famílias nobres, portanto, ainda reivindicam sua descendência de Wehale, mesmo que isso seja muito questionável em alguns casos. Fontes posteriores dão relatos escassos de Wehale. Em 1665 foi retomada por topasse Mateus da Costa e os seus habitantes foram vendidos como escravos. Wehale aparece repetidamente nos relatos portugueses do início do século XVIII sem que lhe seja dada muita importância.
Quando um ataque português à cidade holandesa de Cupão terminou em desastre em 1749, o domínio português em Timor Ocidental entrou em colapso. A maioria dos governantes regionais de Timor Ocidental fez tratados com a Companhia Holandesa das Índias Orientais em 1756. Entre eles estava Jacinto Correa, Rei de Wewiku-Wehale e Grão-Duque de Belu, que também assinou o duvidoso Tratado de Paravicini em nome de muitas áreas do Timor Central. Isso incluía Dirma, Lakekun, Samoro, Fatulete, Letisoli, Batuboro, Lanqueiro, Suai, Atsabe, Reimeia, Diribate, Maroba, Lidak, Jenilu, Sukunaba, Biboki e Insana, além da Esfera de Influência Wehale: Wewiku, Manufahi, Tiris, Alas, Luca, Viqueque, Corara e Banibani. Felizmente para os portugueses, Wehale não era mais poderoso o suficiente para convencer os governantes locais a ficar do lado dos holandeses. Assim, os antigos vassalos orientais de Wehale permaneceram sob a bandeira de Portugal, enquanto a própria Wehale caiu sob o domínio holandês. Em 1906, a área de Wehale foi finalmente integrada à estrutura colonial holandesa, o governante local permaneceu. Ele foi intitulado fetor (do português feitor) ou korne (do português coronel). Permaneceu, no entanto, um significado cultural-espiritual de Wehale para Timor. Quando Nai Bot, o Grande Príncipe de Wehale morreu em 1924, houve expressões de pesar por todo Timor.